# 独立峰
独立峰（どくりつほう）とは、連峰（並び連なっている山々、連山、山脈）とは異なり、ただ一つのみで形成されている山のこと。独峰（）、単独峰（）、孤立峰（）とも言う。

## 概要
正式な定義は存在せず、いかなる山地にも属していない比較的高い山だけを独立峰と見なす考え方や、山地に属していても他の峰々と離れている比較的高い山は独立峰と見なす考え方などがある。
また、これらのほか、アルプス山脈に属しながら独立峰のように高く屹立するマッターホルンを「独立峰」と呼ぶ例が見られるように、連山の中にあっても深い谷で他と隔てられながら高く聳える山であれば独立峰と呼ぶ一般的用法もある。
独立峰の多くは成層火山であるが、セント・ヘレンズ山がそうであるように、成層火山には独立峰でないものも多い。また、日本語で「郷土富士」と呼ばれる山々は、その山容ゆえに外見上は全山が独立峰に見えるが、多くは何らかの山地に属している。山地に属しているかどうかを判断基準としない場合、郷土富士は大半が独立峰と見なされ、独立峰の数は一気に増える。
なお、地球以外の天体における山──すなわち、惑星地質学で言うところのモンス (mons) ──は、火星のオリンポス山やアスクレウス山を始めとして、多くが独立峰である。

## 独立峰の一覧

### 世界の独立峰
地球上の代表的な独立峰、および、独立峰と見なされることがある山について解説する。
- キリマンジャロ ：標高5,895 m。アフリカ大陸の最高峰。定義によっては世界で最も高い独立峰とされることがある。タンザニア北東部に所在。
- エレバス山 ：標高3,794 m。南極大陸のロス島に所在。
- 富士山 ：標高3,776 m。日本一高い独立峰。日本列島の本州中央部に所在。日本の中部地方に位置する。
- マヨン山 ：標高2,463 m。フィリピンのルソン島に所在。
- カイラス山 ：標高6,656 m。中国チベット自治区に属する。チベット高原に属している。独立峰であるとする場合、世界で最も高い独立峰はキリマンジャロではないことになる。
- チンボラソ ：標高6,310 m。エクアドルに属する。山容こそ独立峰のようであるが、アンデス山脈の一部であり、通常は独立峰と見なされない。
- クリストバル・コロン山 ：標高5,700 m。コロンビア北部に所在。シエラ・ネバダ・デ・サンタ・マルタ山地（英語版）の一端を成すが、他とは離れて平野部に単独で聳えるため、独立峰と見なされることも多い。
- アララト山 ：標高5,137 m。トルコ東部に位置する。アルメニア山地（英語版）の一部であり、通常は独立峰と見なされない。
- レーニア山 ：標高4,392 m。北アメリカ大陸中西部に所在。アメリカ合衆国ワシントン州に位置する。カスケード山脈の一部であり、通常は独立峰と見なされない。

### 日本の独立峰
日本における独立峰、および、独立峰と見なされることがある山について解説する（離島にある山は除く）。多くは火山であり、郷土富士とされる山が多い。
- 羊蹄山 ：標高1,898m。北海道後志地方に所在する火山。旧称、後方羊蹄山（しりべしやま）。
- 北海道駒ヶ岳 ：標高1,131 m。北海道渡島地方に所在。旧称、内浦岳。
- 函館山 ：標高334 m。北海道函館市に所在。陸繋島である。
- 岩木山 ：標高1,625 m。青森県に所在する火山。
- 磐梯山 ：標高1,816.29 m。福島県所在する活火山。
- 燧ヶ岳 ：標高2,356 m。福島県に所在する火山。東北地方最高峰。
- 武尊山（上州武尊山）：標高2,158 m。群馬県に所在する火山。
- 御嶽山 ：日本で2番目に高い独立峰（標高3,067 m）。乗鞍火山帯の最南部に位置するが、北隣にある乗鞍岳との間に稜線らしき峰々はほとんど無いため、飛騨山脈の一部とは見なさないのが定説となっている。よって、独立峰と見るのが通常であるが、異説あって結論は出ていない。
- 富士山 ：日本一高い独立峰であり、日本最高峰（標高3,776 m）。静岡県と山梨県に跨る富士山は、富士火山帯に属するが、他の峰々とは離れている。
- 大山 ：標高1,729 m。鳥取県のおもに大山町に所在する火山。中国地方の最高峰であり、日本百名山の一つでもある。
- 灰ヶ峰 ：標高737 m。広島県呉市に所在。
- 由布岳 ：標高1,583 m。大分県由布市に所在する活火山。
- 開聞岳 ：標高924 m。鹿児島県の薩摩半島南部に所在する火山。
- 御岳（桜島）：標高1,117 m。鹿児島湾内に所在する活火山。
- 岩手山 ：岩手県所在の火山。奥羽山脈の一部であるが、主稜からは離れており、独立峰に近い。
- 鳥海山 ：秋田県と山形県に跨る火山。見た目は独立峰であるが、出羽山地の最高峰。
- 男体山 ：栃木県日光市所在の火山。独立峰に見えるが、日光連山に属する。
- 筑波山 ：茨城県所在。独立峰に見えるが、八溝山地最南端の筑波山塊に含まれる。
- 浅間山 ：長野県群馬県所在の活火山。浅間山系の最高峰であるが、独立峰と見なされることも多い。
- 長野県の黒姫山（信濃富士）：独立峰に見えるが、西頸城山地（妙高火山群）に属する火山。
- 妙高山 ：新潟県所在の火山。独立峰にも見えるが、頸城山塊（妙高連峰）の一部。